# Olaf Skavlan
Olaf Skavlan (25 de gener de 1838 - 30 de maig de 1891) va ser un historiador i dramaturg literari noruec.

## Biografia
Va néixer com a Ole Skavlan a Stranda com a fill del vicari i polític Aage Schavland (1806–1876) i de la seva dona Gerhardine Pauline Bergh (1817–1884). Era germà de Sigvald Skavlan, Einar Skavlan, Sr., Aage Skavlan i Harald Skavlan.
L'agost de 1879 a Stavanger es va casar amb Dagmar Kielland (1855–1931). A través d'aquest matrimoni va ser gendre de Jens Zetlitz Kielland, cunyat de Ludvig Daae, Elling Holst, Kitty Lange Kielland, Alexander Kielland, Jacob Kielland i Tycho Kielland. Va ser el pare d'Einar Skavlan, el sogre d'Arnstein Arneberg i l'avi de Merete Skavlan.

## Carrera
Va debutar com a escriptor de ficció com a estudiant. El 1871 es va doctorar amb la tesi Holberg som Komedieforfatter, sobre Ludvig Holberg com a escriptor de comèdia. A la revista periòdica Nyt norsk Tidsskrift va publicar un estudi de l'obra d'Henrik Wergeland Skabelsen, Mennesket og Messias. Això va contribuir a una comprensió de Wergeland com una figura política liberal, no seguint la tradició políticament conservadora que va qualificar Wergelenad com un forger de paraules apolític. Skavlan va ser nomenat professor a la Royal Frederick University el 1877. També va cofundar i editar la revista satírica Vikingen, i va publicar el periòdic Nyt tidsskrift, entre 1882 i 1887 i juntament amb Ernst Sars. El 1884 va ser cofundador de l'Associació Noruega pels Drets de les Dones, i va ser membre de la seva primera junta directiva.
Skavlan va morir el maig de 1891 a Kristiania.